# Brucella canis

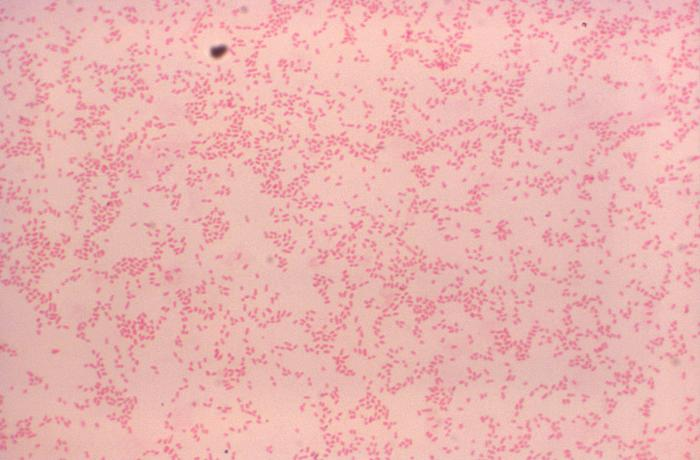

Brucellose canis of hondenbrucellose is een besmettelijke dierziekte veroorzaakt door de bacterie Brucella canis. De ziekte kan voorkomen bij geïmporteerde honden en is besmettelijk voor honden en voor de mens.
De ziekte werd in 1966 ontdekt, bij een uitbraak van abortus in een kennel met beagles. Eind 2016 werd voor het eerst in Nederland bij enkele honden een infectie met de bacterie Brucella canis vastgesteld. De bacterie is meegekomen met honden uit Oost-Europa. In 2017 en 2018 vond men in Nederland infecties bij honden uit Zuidoost-Europa. Begin 2019 werd de bacterie aangetroffen in een hondenfokkerij met dieren uit Rusland.
Ondanks een (langdurige) behandeling met antibiotica kan Brucella canis hardnekkig aanwezig blijven en van tijd tot tijd weer door de hond uitgescheiden worden.

## Besmetting

### Honden
De besmetting wordt overgebracht door seksueel contact, de infectie wordt daarom een dekinfectie genoemd. Vrouwtjeshonden worden besmet door het sperma van de reu. Ook als de bacterie langs andere wegen in contact komt met de slijmvliezen kan een besmetting optreden. De bacterie kan aanwezig zijn in vaginale uitvloeiing bij loopsheid, in urine, speeksel, neus- en ooguitvloeiing en in ontlasting.
De bacterie wordt ook in hoge mate uitgescheiden in de foetus, placenta, vruchtwater en vaginale uitvloeiing na een abortus of doodgeboorte. Pups kunnen al tijdens de dracht of via de moedermelk besmet raken.

### Mensen
Mensen kunnen besmet raken door direct contact van de bacterie met de slijmvliezen of door een beschadigde huid. Met name personen die in direct contact komen met honden bij een geboorte of een abortus lopen risico. Dat geldt ook voor laboratoriummedewerkers. De incubatietijd varieert sterk: van 1 week tot 6 à 7 maanden. Tot 2019 zijn in Nederland geen besmettingen bij mensen aangetroffen. Wereldwijd waren er tot dat moment 52 gevallen. Niemand is aan de ziekte overleden.

## Symptomen

### Honden
Brucellose is bij honden vooral te herkennen aan voortplantingsstoornissen.
Bij teven zijn de belangrijkste verschijnselen:
- abortus, meestal in de 7de tot 9de week van de dracht
- dood of zwak geboren puppy’s

Bij reuen zijn de belangrijkste verschijnselen:
- ontsteking in bijbal, testikel of prostaat
- onvruchtbaarheid
- pijn en moeilijkheden met plassen en ontlasten
- rug- en gewrichtsklachten

### Mensen
Na contact gehad te hebben met honden afkomstig uit het buitenland kunnen onderstaande verschijnselen optreden:
- vermoeidheid
- koorts
- misselijkheid
- rillingen
- nachtzweten
- hoofdpijn

## Meldingsplicht
Dierenartsen en laboratoria zijn in Nederland verplicht een besmetting van Brucella canis bij honden te melden bij de NVWA. De meldingsplicht is gebaseerd op de Regeling preventie, bestrijding en monitoring van besmettelijke dierziekten en zoönosen en TSE’s.

## Wetenswaardigheden
Er bestaan ook andere Brucella bacteriën, die vormen van brucellose veroorzaken kunnen:
- Brucella abortus, ook wel Abortus bang genoemd, komt voor bij herkauwers, zoals geiten, schapen of runderen.
- Brucella melitensis ook wel Maltakoorts of brucellose mediterrane.[2] Deze ziekte komt voor bij schapen en geiten in het buitenland. Mensen kunnen besmet raken door rauwmelkse zuivel te eten of te drinken.
- Brucella suis of varkensbrucellose komt bij (wilde) varkens voor.